# Phyladelphus
Phyladelphus is een vliegengeslacht uit de familie van de halmvliegen (Chloropidae).

## Soorten
- P. thalhammeri Becker, 1910